# Bad Lieutenant – Cop ohne Gewissen
Bad Lieutenant – Cop ohne Gewissen (engl. Originaltitel: The Bad Lieutenant: Port of Call New Orleans) ist ein Film von Werner Herzog aus dem Jahr 2009. Es handelt sich dabei um eine Neuverfilmung des gleichnamigen Thrillers Bad Lieutenant von Abel Ferrara.

## Handlung
Die Geschichte handelt von dem drogensüchtigen und korrupten Polizisten Terence McDonagh, verkörpert von Nicolas Cage. Dieser wird aufgrund der Rettung eines Häftlings vor dem Ertrinken während des Hurrikans Katrina im August 2005 zum Lieutenant befördert, verletzt sich bei der Rettungsaktion allerdings schwer und muss fortan das Schmerzmittel Dicodin einnehmen. Terence ist bei seiner täglichen Arbeit nicht zimperlich. Drogenhändlern und -süchtigen nimmt er Drogen für den Eigenkonsum ab. Als er ein Pärchen mit Drogen erwischt, fordert er direkt Sex von der Frau und zwingt ihren Freund dabei zuzusehen.
Im Fokus des Films steht die Jagd nach dem Drogendealer Big Fate sechs Monate später: Dieser hat eine komplette Familie afrikanischer Einwanderer kaltblütig umgebracht, da der Familienvater in Big Fates Territorium mit Drogen gehandelt hatte. Terence' Leben gerät nach und nach aus den Fugen. Er hat Spielschulden, da er ständig erfolglos auf Footballspiele wettet. Seinen Buchmacher versucht er durch Gefälligkeiten der Korruption zu beschwichtigen, was jedoch scheitert. Terence foltert eine reiche alte Frau, weil sie den Aufenthaltsort eines Zeugen verheimlicht. Dies ruft die Dienstaufsicht auf den Plan. Außerdem nimmt er einem Freier, Justin, seiner drogensüchtigen Freundin Frankie 10.000 Dollar ab. Dieser ist der Sohn eines korrupten Politikers, der ihm Mafiagangster auf den Hals hetzt. Der Mafioso will die 10.000 Dollar zurück plus 40.000 Dollar Strafe. Außerdem sollen sich seine zwei Gorillas mit Frankie sexuell vergnügen dürfen. Terence bekommt zwei Tage Zeit und willigt ein. Anschließend schafft er Frankie zu seinem drogensüchtigen Vater und der Stiefmutter, die Frankie keineswegs freundlich empfangen.
Um zu Geld zu kommen, dient sich Terence bei Big Fate als Komplize an. Darüber hinaus erpresst er einen Footballspieler, der ein Spiel manipulieren soll. McDonagh, der das Schicksal immer wieder herausgefordert hat, hat zum Schluss großes Glück: Big Fate und seine Leute erschießen die Mafiosi, außerdem gelingt es Terence, Big Fate ein Beweismittel unterzujubeln. Damit kann er Big Fate und seine Kumpane des Mordes überführen. Justin ist durch die Morde an den Mafiosi eingeschüchtert und kommt kleinlaut zu Terence, um ihm zu sagen, dass es zwischen beiden kein böses Blut mehr gäbe. Der erpresste Footballspieler erfüllt seine Verpflichtung und Terence gewinnt viel Geld beim Wetten. Er kann seine Schulden beim Buchmacher bezahlen und eine Geliebte Terence' tut dem Buchmacher obendrein einen Gefallen.
Ein Jahr später wird Terence zum Captain befördert, Frankie hat ihre Drogensucht überwunden und ist schwanger. Die Schlussszene deutet jedoch an, dass Terence gelegentlich Drogen nimmt.

## Kritiken
„Altmeister Herzog hat einen fantastischen Film gedreht, der sich nicht im geringsten um seinen Krimiplot schert, sondern stattdessen tief, humorvoll und wertfrei in seine ambivalente Hauptfigur eindringt [...] So wacker sich Eva Mendes, Val Kilmer oder Michael Shannon (Zeiten des Aufruhrs) in ihren Nebenrollen auch schlagen, „Bad Lieutenant“ ist Cages große One-Man-Show.“

„Aus Abel Ferraras Drama um Schuld und Vergebung (...) macht Werner Herzog einen ins Sardonische spielenden Genrefilm über die Absurdität, aber auch die Schönheit einer unberechenbaren Welt. In den Krimistoff bezieht er dabei immer wieder bildgewaltige, zwischen Dokumentarismus und Surrealismus oszillierende Momente "ekstatischer Wahrheit" mit ein.“

„Wer einmal Abel Ferraras „Bad Lieutenant“ aus dem Jahr 1992 gesehen hat, in dem Harvey Keitel den Höllensturz eines korrupten, drogensüchtigen Polizisten mit einer Radikalität bis zur Selbstentäußerung verkörpert, der muss ein Remake dieses Films für eine hirnrissige Idee halten [...] trotzdem ist es ein ganz ordentlicher, atmosphärisch dichter, manchmal gar exzentrischer Polizeifilm, in dem Nicolas Cage eine Zeitlang der Herausforderung fast gewachsen ist – ehe dann doch alles zur Karikatur wird. Das, was Cage spielt, und das, was Herzog anstellt. Denn im Remake endet der Höllensturz jäh, und wie in einer Parodie auf die Zwänge Hollywoods wendet sich plötzlich alles zum Guten.“

## Abel Ferraras Reaktion
Abel Ferrara, Regisseur des Films von 1992, wurde mehrmals so zitiert, dass er sehr wütend über die neue Version Herzogs sei. Ferrara wurde mit den Worten zitiert: „As far as remakes go, ... I wish these people die in Hell. I hope they're all in the same streetcar, and it blows up.“ (Soweit es Remakes betrifft ... ich wünsche mir, dass all diese Leute in der Hölle sterben. Ich hoffe, die sitzen alle in der gleichen Straßenbahn, die gesprengt wird.). Herzog wurde auf diese Reaktion angesprochen und scherzte, er wisse nicht einmal, wer Ferrara sei. Auf einer Pressekonferenz sagte Herzog später über Ferrara, dass er ihn gerne treffen würde und glaube, er könne Dinge mit ihm klarstellen.

## Auszeichnungen

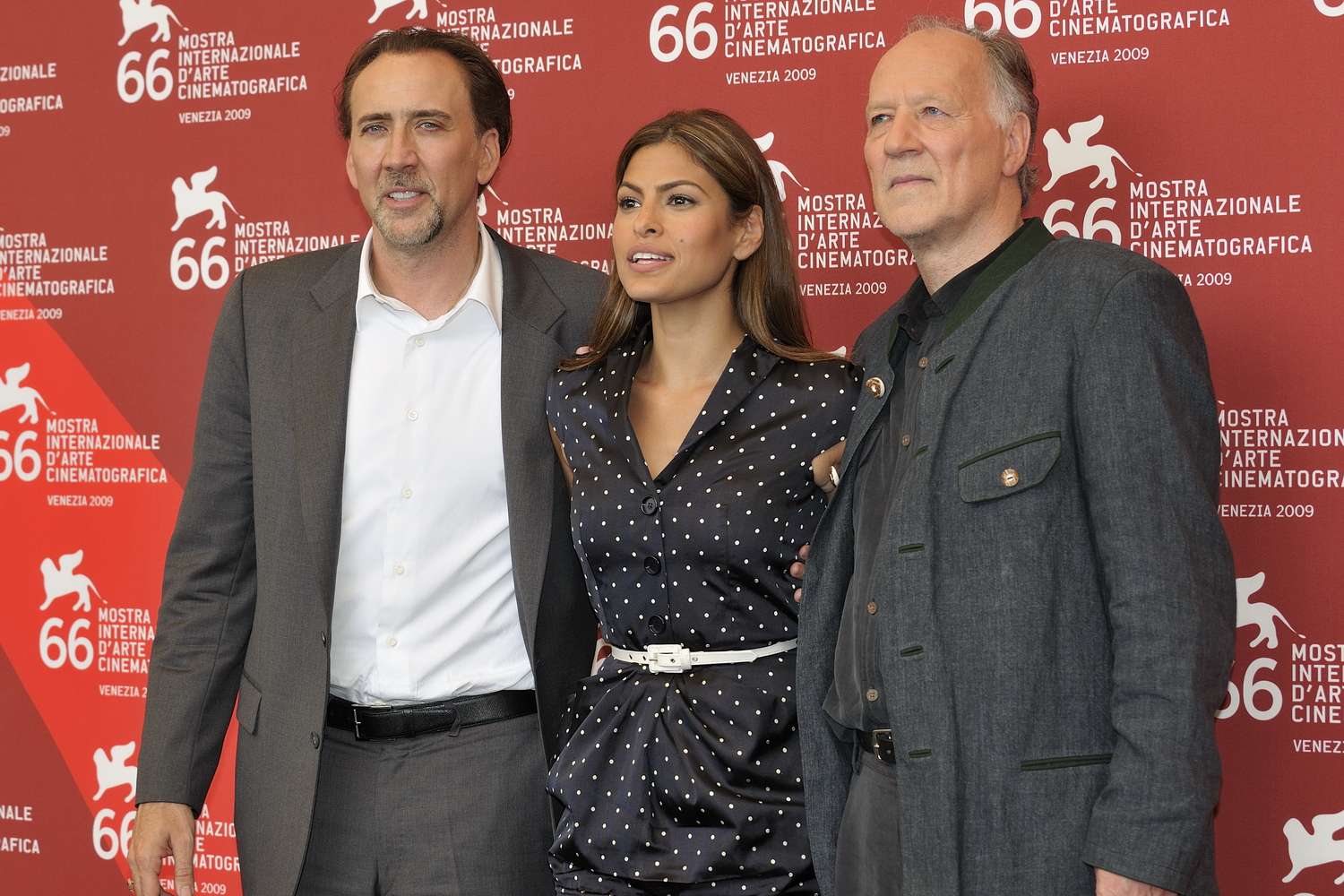
Cage, Mendes und Herzog vor der Premiere in Venedig

- 2009: Nominierung für den Goldenen Löwen bei den Internationalen Filmfestspielen von Venedig
- 2009: Werner Herzog erhält den Christopher D. Smithers Foundation Special Award bei den Internationalen Filmfestspielen von Venedig.
- 2009: Best Performance, Male Award für Nicolas Cage von der Toronto Film Critics Association
- 2010: Nominierung für den Independent Spirit Awards in der Kategorie Beste Kamera (Peter Zeitlinger)
- 2010: Toronto Film Critics Association Bester Schauspieler (Nicolas Cage)
- 2010: Jameson Dublin International Film Festival Spezialpreis der Jury
- 2010 Chlotrudis Awards
  - Nominierung für Bester Film
  - Nominierung für Bester Regisseur (Werner Herzog)
  - Nominierung für Bester Schauspieler (Nicolas Cage)
  - Nominierung für Bestes Drehbuch (William M. Finkelstein)